# Konstantin Georgijewitsch Aladaschwili
Konstantin Georgijewitsch Aladaschwili (russisch Константин Георгиевич Аладашвили, * 27. November 1977 in Krasnojarsk) ist ein früherer russischer Skeletonpilot.
Konstantin Aladaschwili begann 1999 mit dem Skeletonsport. Seit 2000 gehörte er zum Nationalkader Russlands. Der Sportsoldat trat für den Armeesportklub seiner Heimatstadt an. Im Februar 2000 bestritt er in Winterberg sein erstes Weltcup-Rennen und wurde 51. Bis einschließlich Januar 2002 folgten Rennen auf unterer Ebene im Europa- und Challenge-Cup. Im Dezember 2001 schaffte der Russe mit Platz fünf in Igls sein erstes einstelliges Resultat im Europacup, in der Gesamtwertung der Rennserie wurde er Siebter. Zum Höhepunkt der sportlichen Karriere Aladaschwilis wurde die Teilnahme an den Olympischen Winterspielen 2002 von Salt Lake City, wo erstmals seit 1948 wieder Wettbewerbe im Skeleton durchgeführt wurden. Aladaschwili belegte den 22. Platz. In der Saison 2002/03 startete er wieder im Weltcup und platzierte sich immer auf Rängen im 20er-Bereich. Die Skeleton-Europameisterschaft 2003 beendete er als 22. Im Sommer nahm Aladaschwili an der Skeleton-Anschubweltmeisterschaft 2003 teil und verpasste als Viertplatzierter knapp eine Medaille. Erstmals unter die Top Ten fuhr Aladaschwili als Achtplatzierter beim Weltcuprennen in Sigulda im Februar 2004. Dasselbe Resultat belegte er auch bei der Skeleton-Europameisterschaft 2004 in Altenberg. Bei der anschließenden Weltmeisterschaft erreichte er den 17. Platz. Letztes Großereignis wurde für den Russen die Skeleton-Europameisterschaft 2005 in Altenberg, wo er sich auf Rang 18. platzierte. Seine letzten internationalen Rennen bestritt Aladaschwili gegen Jahresende 2006.